# Protección diplomática
La protección diplomática es un instrumento de naturaleza internacional que invoca la protección de una persona natural o jurídica, solicitado por el Estado cuyos derechos fueron vulnerados de manera ilícita por parte de otro Estado. Este instrumento es utilizado con base a la protección de los derechos humanos, constituyendo un llamamiento de nación a nación para el cumplimiento de sus obligaciones. 
Dicho instrumento le corresponde exclusivamente al Estado que le invoca, por lo que no podría ser ejercido por otro sujeto (con excepción de algunas organizaciones internacionales; en este caso la protección se efectúa respecto a sus agentes). La Corte Permanente de Justicia Internacional estableció que es un “principio elemental de derecho internacional el que autoriza al Estado para proteger a sus nacionales lesionados por actos contrarios al derecho internacional y cometidos por otro Estado, del que no se ha podido obtener satisfacción por las vías ordinarias”. Adicional a esto, debe tenerse presente que la protección diplomática no solo se puede usar en casos de reparación para el particular ante un acto ilícito, sino también como prevención para evitar que se violen este tipo de normas consuetudinarias aceptadas y ratificadas por los Estados.

## Concepto de protección diplomática y requisitos
El concepto de protección diplomática incluye principalmente tres elementos jurídicos: i) actos de "acción diplomática" y "otros mecanismos de solución pacífica"; ii) invocar implícitamente la responsabilidad internacional del Estado; iii) existen requisitos de procedimiento para realizar reclamos bajo esta protección; tal contenido fue estudiado por la Comisión de Derecho Internacional de las Naciones Unidas.
Dicha Comisión distingue entre actos de “acción diplomática” y los demás mecanismos de solución, en cuanto los primeros son los procedimientos legales adoptados por el Estado solicitante para informarle a otro sus querellas y preocupaciones, como la protesta y la negociación de puntos comunes para el desenlace de conflictos. Respecto a la responsabilidad internacional, apunta al ejercicio de la protección diplomática para la indemnización por hechos internacionalmente ilícitos, naturalmente a petición de una Corte Internacional que establezca los métodos o tomando el Estado medidas retaliatorias de forma autónoma. Por último, la Comisión afinca que se agoten una serie de requisitos para la implementación de la protección, garantizando el interés legal del Estado sobre la controversia y la reducción del tráfico jurídico, ya que la carga laboral de las cortes internacionales se concentra en los casos trascendentales. 
Estos requisitos son: 

### Nacionalidad
La persona natural o jurídica a la cual se le va a proteger diplomáticamente debe ostentar la nacionalidad del Estado que va a solicitar dicho instrumento; requisito que es trascendente, porque es el vínculo jurídico que une a la persona con el Estado, siendo regulado tanto por el Derecho Interno de cada jurisdicción local, el Derecho Internacional Privado (cuando se trata de personas jurídicas), teniendo por origen sus efectos en el Derecho Internacional Público (a los Estados involucrados).
En los casos de doble nacionalidad, se establece que un Estado no puede proteger a una persona que presente también la nacionalidad del Estado al que se le reclama. Sin embargo, la Organización de las Naciones Unidas en el artículo 7 de la Comisión de Derecho Internacional, determinó una excepción frente a este tipo de situación y es que la nacionalidad “predominante” de la persona sea la del Estado que ejerce protección “tanto en el momento del perjuicio como en la fecha de la presentación oficial de la reclamación” (continuidad de la nacionalidad).

### El agotamiento de los recursos internos del Estado
El agotamiento de los recursos internos es el segundo requisito requerido para la protección diplomática y está definido por el Tribunal Internacional de Justicia: “Antes de recurrir a la jurisdicción internacional, se ha considerado necesario que el Estado en se ha cometido la lesión se pueda remediar por sus propios medios en el marco de su ordenamiento jurídico”, por lo que el individuo que fue lesionado deberá agotar todos los recursos judiciales respectivos de la legislación del Estado responsable. En caso de que este mecanismo no logre cubrir las expectativas del individuo en particular, no le quedarían más opciones, es por esto que en este tipo de casos es necesaria tener la protección diplomática en virtud de aplicar las normas consuetudinarias que generalmente son aceptadas y que se han establecido en el Derecho Internacional vigente.

### Conducta correcta de la persona en cuyo favor se ejerce la protección
Aunque esta condición es objeto de controversia en el marco de la protección diplomática, en definitiva, debe precisarse si los actos que contravengan el Derecho Interno del país donde se realiza el reclamo, o de la persona natural o jurídica sujeta a protección diplomática, pueden afectar de alguna manera las consecuencias de la realización de la protección.
La institución es conocida por la excepción de las "manos limpias", que se originó en la doctrina y jurisprudencia anglosajona (doctrina de las "manos limpias"), y se ha transformado del derecho y el derecho internacional al derecho internacional. Sin embargo, la doctrina y la jurisprudencia internacionales generalmente no aceptan este requisito.